# Olivetti P6066
Olivetti P6066 è un personal computer a target scientifico, munito di un sistema operativo con interprete BASIC proprietario Olivetti.
Identico nella meccanica e nella carrozzeria al P6060, differisce nel colore (bianco latte) e nelle prestazioni: sostanzialmente è la versione successiva migliorata del P6060, dato che è possibile trasformare (upgrade) un P6060 in un P6066 semplicemente sostituendo alcune piastre elettroniche residenti nel pacco logico della macchina.
La principale differenza hardware risiede nell'aumento della memoria utente da 16 KB a 48 KB, realizzata dal posizionamento del firmware (32 KB) in un banco alternativo a quello del software di sistema ed utente, e nell'aumento della velocità del 30% dell'unità centrale realizzato con la tecnica del look ahead nel fetch delle istruzioni del firmware.
Questa serie di macchine, nata con il predecessore P6060, è stata molto probabilmente quella che definito l'architettura definitiva dei PC, costituita dalla presenza di una ROM di caricamento del sistema operativo residente su dischi.
A capo del progetto vi era l'ingegnere Pier Giorgio Perotto, il product manager era Gastone Garziera, la linea di produzione era ubicata nel capannone B degli stabilimenti di Scarmagno.
La tecnologia Olivetti ottiene un riconoscimento importante quando viene firmato un contratto di collaborazione tecnica con la Ferrari, che a partire dal 1981 si impegna ad utilizzare i microcomputer P6066 nelle operazioni di progettazione e collaudo delle proprie autovetture. Inoltre, sempre in quegli anni, il P6066 venne adottato per le elaborazioni nei campionati di Formula 1 e di Sci Alpino.